# Technisches Rathaus (Herford)

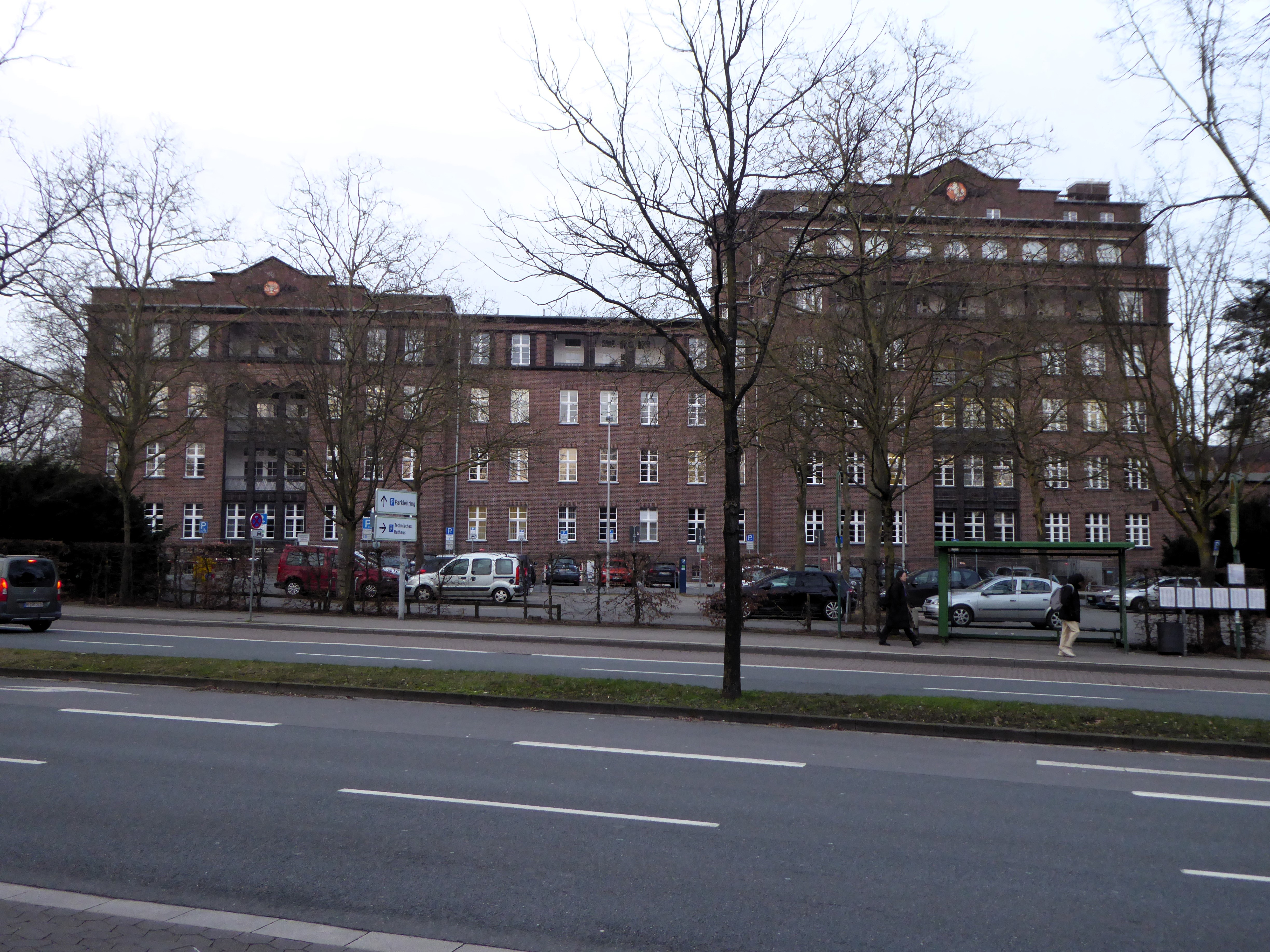
Technisches Rathaus Herford (2024)

Das Technische Rathaus in Herford ist ein heute als kommunales Verwaltungsgebäude genutztes ehemaliges Krankenhaus. Das in den Jahren 1927 und 1928 errichtete Gebäude gehört stilistisch dem Backsteinexpressionismus an und steht seit 1985 unter Denkmalschutz.

## Geschichte und Beschreibung

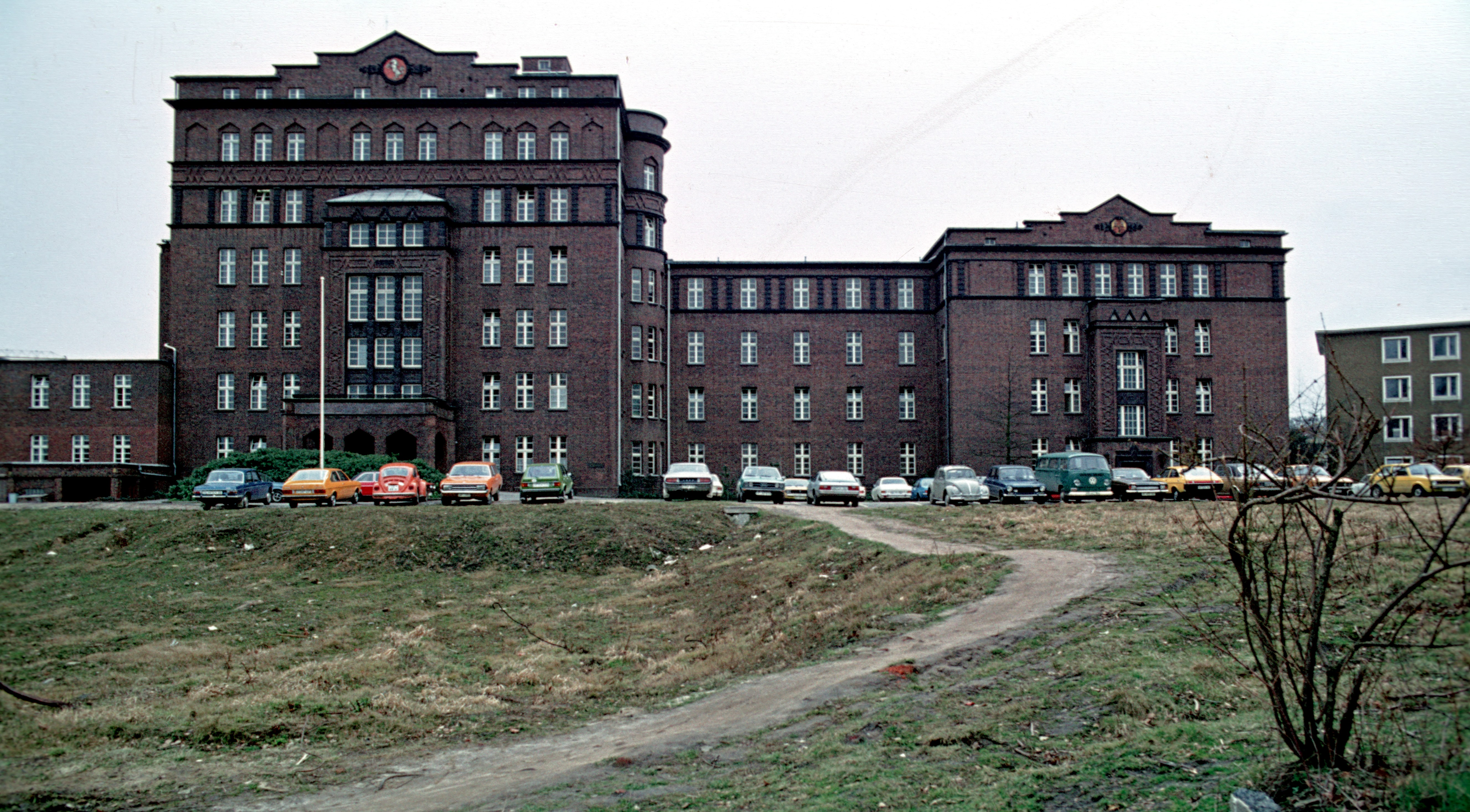
Technisches Rathaus Herford (1977)

Das Gebäude wurde als Erweiterungsbau des Herforder Stadt- und Kreiskrankenhauses in Nachbarschaft des alten Friedrich-Wilhelm-Hospitals in der Radewig gebaut. 1929 wurde es mit 144 Betten eröffnet. 1973 zog das Kreiskrankenhaus (seit 1995 Klinikum Herford) in einen Neubau außerhalb der Innenstadt um, seitdem wird das Gebäude von der Stadtverwaltung Herford als Technisches Rathaus genutzt.
Der vier- bis sechsgeschossige Bau wurde von den auf Krankenhäuser spezialisierten Berliner Architekten Carl Mohr und Paul Weidner geplant. Die Außenwände bestehen aus dunklem Backstein, Giebel und Bauzier zeigen den Stil des Expressionismus.
Am 29. Mai 1985 wurde das Gebäude unter Denkmalschutz gestellt.